# W l'Italia (programma televisivo)
W l'Italia è stato un programma televisivo condotto da Riccardo Iacona trasmesso da Rai 3 nell'estate del 2007.

## Il programma
Il programma, che si occupava di inchieste su vari temi che riguardano il Paese, è andato in onda in diretta, una volta alla settimana, dalle piazze di varie città italiane, a rotazione, variando un po' il suo formato.

## Puntate
| Titolo puntata e città           | Data             |
| -------------------------------- | ---------------- |
| Per il lavoro (Monfalcone)       | 26 giugno 2007   |
| Per il merito (CNR di Pisa)      | 3 luglio 2007    |
| Per la legalità (Pianura)        | 10 luglio 2007   |
| Per la giustizia (Locri)         | 17 luglio 2007   |
| Inquinati (Gela)                 | 24 luglio 2007   |
| Apartheid (Roma)                 | 31 luglio 2007   |
| Senza figli (Forte dei Marmi)    | 7 agosto 2007    |
| Deserto (Cesenatico)             | 14 agosto 2007   |
| Speciale Libano (Tibnin, Libano) | 28 agosto 2007   |
| Per il cinema (Venezia)          | 4 settembre 2007 |